# يعقوب أوكين منا
المطران يعقوب أوكين منا (بالسريانية: ܝܥܩܘܒ ܐܘܓܢ ܡܢܐ)‏ (1867 - 1928) ولد في قرية باقوفا بسهل نينوى شمال الموصل ودخل المعهد الكهنوتي وهو في الثامنة عشر. ورسم كاهنا سنة 1889 وعيل مدرسا للغة السريانية في معهد مار يوحنا الحبيب بالموصل، حيث أنتجت كذلك مصنفات وكتب باللغة السريانية كما ومن أهم أعماله تأليف معجم كلداني - عربي.
سافر إلى أوروبا هربا من بطش الحرب العالمية الأولى وبعد عودته عين مطرانا على البصرة. وبعد خلاف مع بطريرك الكنيسة الكلدانية بشأن سفره إلى روما عاد إلى الموصل ثم اختفى فترة وعثر عليه مغروقا بنهر دجلة سنة 1928.

## أعماله
ألف الكثير من الكتب في نحو وقواعد اللغة السريانية (الآرامية)، ومنها:
- كتاب "الأصول الجلية في نحو اللغة الآرامية"، نشره في مطبعة الآباء الدومنيكان بالموصل سنة .1895
- "دليل الراغبين في لغة الآراميين"، نشره في مطبعة الآباء الدومنيكيين بالموصل سنة 1900 ، وهو معجم سرياني-– عربي.
- "المروج النزهية في آداب اللغة الآرامية"، طبعه أيضاً في الموصل سنة 1901 بمجلدين كبيرين يتناول المؤلف فيهما البحث عن تراجم أشهر الأدباء الآراميين حتى القرن الثالث عشر، مبتدئا بيعقوب أفراهاط الحكيم الفارسي ومختتماً بعبديشوع الصوباوي .

## المصدر
- ألبير أبونا: أدب اللغة الآرامية، بيروت 1970 ، ص 558 – 560.

## قراءات خارجية
- معجم دليل الراغبين في لغة الآراميين بموقع أرشيف الإنترنت.